# Bolanden (Adelsgeschlecht)

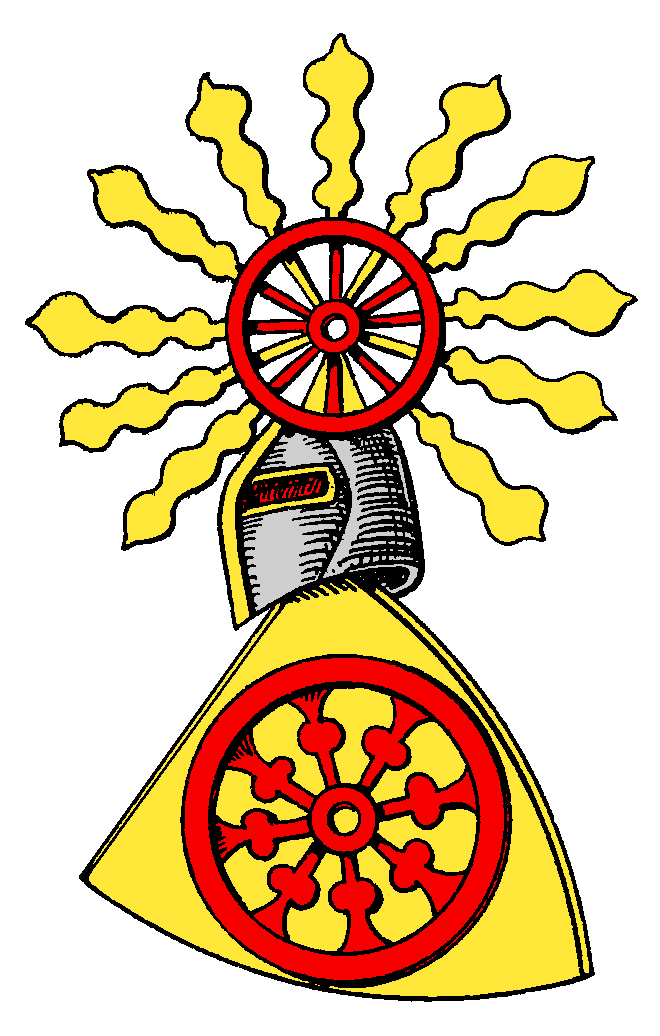
Wappen derer von Bolanden

Die Herren von Bolanden waren das bedeutendste und vornehmste Reichsministerialengeschlecht der deutschen Geschichte.  Als Reichsministeriale waren sie vorwiegend im heutigen Rheinhessen, im Donnersbergkreis und im Mittelrheintal begütert. Die Familie bildete mehrere Linien: Die um 1220 abgespaltenen Herren (ab 1397 Grafen) von Falkenstein erloschen 1418 und die Linie der Herren von Hohenfels1602.
Die Stammlinie der Herrschaft Bolanden wurde 1268 geteilt. Beide Linien hatten zu Beginn des 14. Jahrhunderts keinen männlichen Nachkommen, so dass der Besitz über Töchter an die Linien Bruchsal-Bolanden, die Grafen von Sponheim-Bolanden und an Albrecht von Schenkenberg, den ältesten, unehelicher Sohn von König Rudolf I. von Habsburg. So wurde Luitgard von Bolanden Gräfin von Löwenstein und nach dem Tod von Albrecht in zweiter Ehe eine Markgräfin von Baden.

## Geschichte
Bereits vor 1129 stiftete Werner I. von Bolanden das Kloster Hane in der Nähe ihrer Stammburg Altbolanden.
Die Bolander waren anfangs als Dienstmannen (Kirchenministeriale) der Erzbischöfe von Mainz tätig. Als solche waren Bolander beim Aufstand Mainzer Ministerialen, Kleriker und Bürger gegen Erzbischof Arnold von Selenhofen 1160 beteiligt. Schwerpunkte ihres Wirkungsfeldes lagen im 12. Jahrhundert im Nahe- und Wormsgau. Vor allem im Bereich des Donnersberges scheinen sie im Auftrag des Reiches den Landesausbau in Form von Rodungen vorangetrieben zu haben.

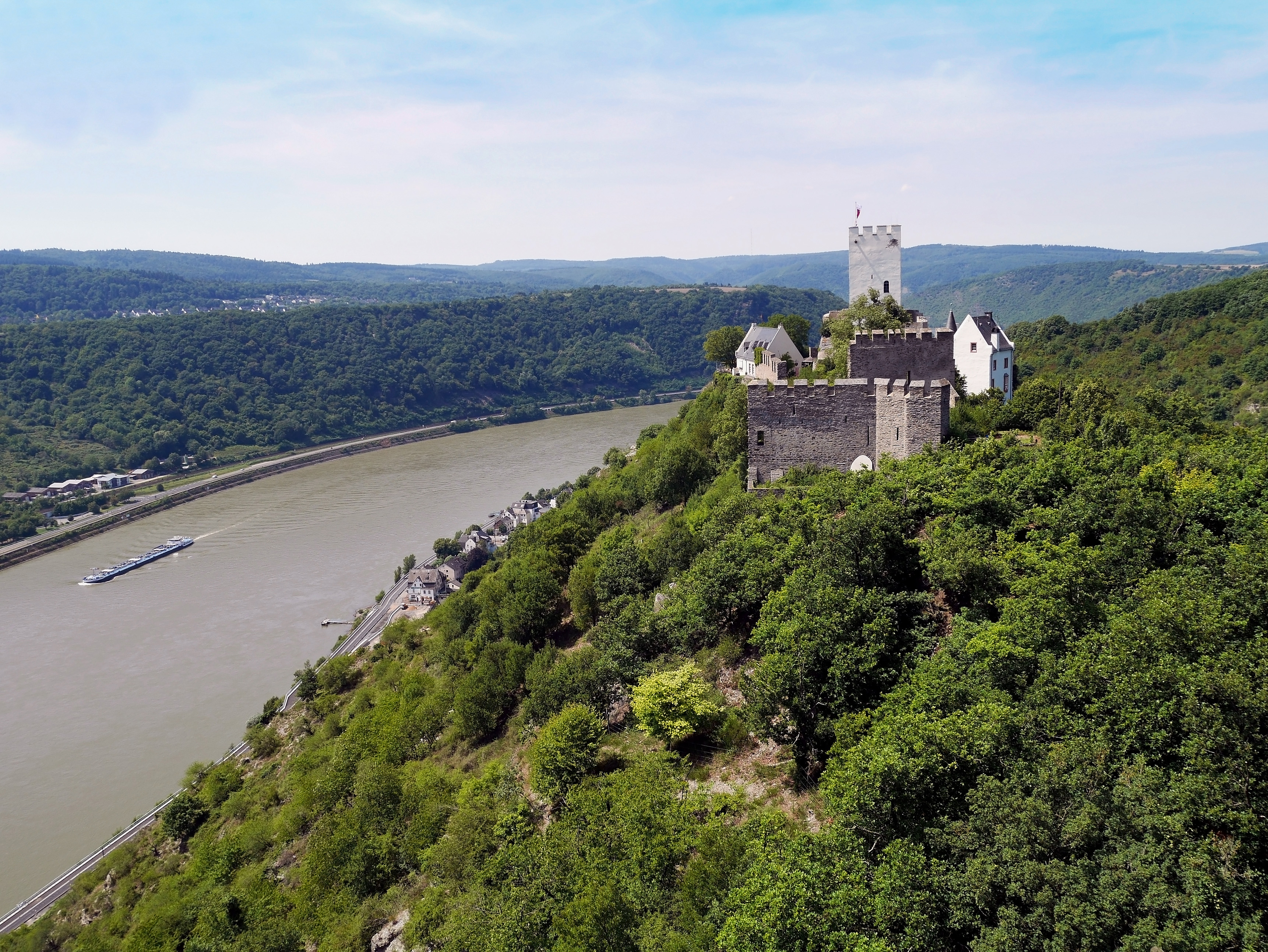
Burg Sterrenberg am Mittelrhein

In der zweiten Hälfte des 12. Jahrhunderts erscheint Werner II. von Bolanden in Urkunden als Gefolge des Kaisers und Königs des deutschen Reiches Friedrich I. (Barbarossa), offensichtlich in der Funktion als Reichsministerialer. Im Dienste des Reiches gelangen ihm und der Familie ein schneller Aufstieg innerhalb kurzer Zeit. Werner II. von Bolanden erscheint als Reichsvogt des Ingelheimer Reiches und damit als Verwalter des Reichsgutes am Mittelrhein. Um 1190 wurde er vom Kloster Lorsch mit dem ehemaligen Königshof Chamba (“curia in Chamben”) sowie mit Burg Sterrenberg am Mittelrhein belehnt, die bereits 1034 als Reichsburg erwähnt war und von den Bolandern im 13. Jahrhundert ausgebaut wurde.
In der Folgezeit benutzten die Bolander ihre Lehen zum Ausbau eines eigenen Territoriums. Die Burg Hohenfels kam vermutlich schon im 12. Jahrhundert an die Familie, die Burg Falkenstein als Erbe der ausgestorbenen gleichnamigen Familie Anfang des 13. Jahrhunderts. Um 1220 teilte sich die Familie in die Linien der Herren von Bolanden, der Herren (ab 1397 Grafen) von Falkenstein (als Philipp von Bolanden sich 1233, nach einer Teilung des Familienbesitzes, „von Falkenstein“ nannte) und der Herren von Hohenfels. Letztere Linie überlebte am längsten, obgleich ihre Burg 1351 zerstört wurde.

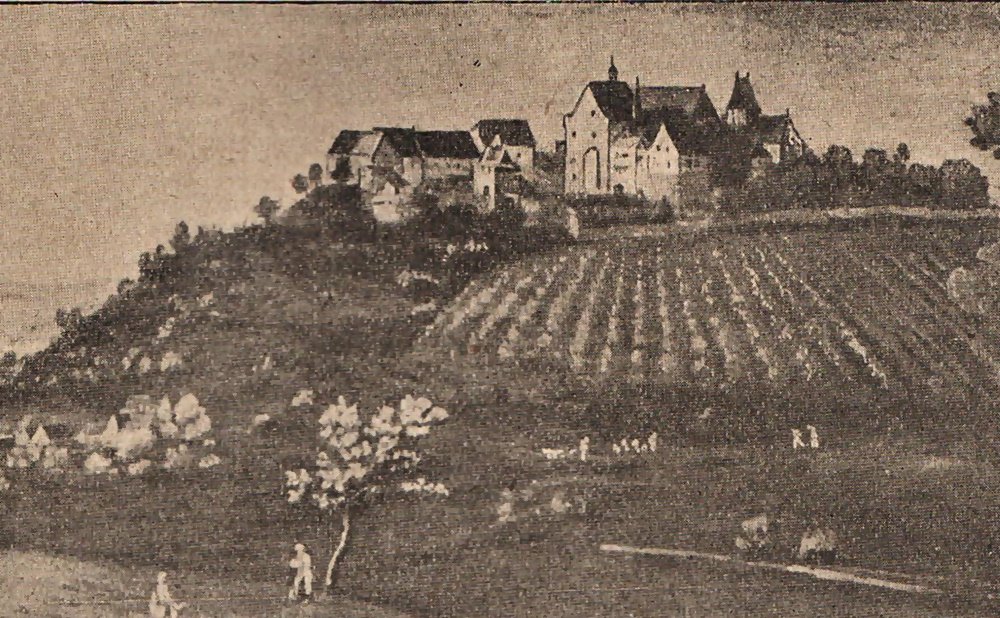
Die Burg Neu-Bolanden (vor ihrer Zerstörung, 1613)

Die Hauptlinie von Bolanden erbaute im 13. Jahrhundert die Burg Neu-Bolanden, die danach zur Ganerbenburg wurde, was im 14. Jahrhundert zu innerfamiliären Streitigkeiten führte. Die Herren von Bolanden erhielten das erbliche Hofamt des Reichstruchsessen. Ende des 13. Jahrhunderts stellten sie einen Bischof von Speyer. Mit Werner von Bolanden († 1324) starb die Hauptlinie im Mannesstamm aus. Das Amt des Reichstruchsessen vererbte sich auf die Linie Bruchsal-Bolanden, die erneut den Namen Bolanden führte und bald nach 1385 im Mannesstamm ausstarb.
Bereits um 1277 hatte sich durch Heirat der Kunigunde von Bolanden mit Graf Heinrich I. von Sponheim-Bolanden die Linie der Grafen von Sponheim-Bolanden gebildet, die im 14. Jahrhundert die Burg Tannenfels erbaute. Ihr letzter Vertreter war Heinrich II. von Sponheim-Bolanden († 1393); sein Besitz gelangte über seine Enkelin an das Haus Nassau.
Unmittelbar neben der Burg Sterrenberg erbauten die Bolander vermutlich ebenfalls im 13. Jahrhundert die Burg Liebenstein; beide wurden später als die „feindlichen Brüder“ bezeichnet. Als Werner VI. von Bolanden auf Sterrenberg seiner Nichte Luccardis von Bolanden den Besitz des Liebensteins streitig machen wollte, verstärkte deren Ehemann Albrecht von Löwenstein-Schenkenberg 1284–90 dessen Befestigungen, doch kam es nie zu Kampfhandlungen.
1246 war Philipp IV. aus der Linie Falkenstein Verwalter der Reichsburg Trifels und Hüter der Reichskleinodien. Philipps Frau war Isengard von Münzenberg, Erbtochter eines Teiles der Herrschaft Münzenberg. Durch finanzielle Probleme im 14. Jahrhundert ging viel Besitz verloren, 1418 starb die Linie Falkenstein aus (Haupterben wurden die Herren von Eppstein und die Grafen von Solms).
1602 erlosch zuletzt die Linie der Herren von Hohenfels.
Ehemaliger Besitz der Bolander fiel u. a. Ende des 13. Jahrhunderts im Erbgang an die Grafen von Sponheim-Bolanden und aus deren Erbe Ende des 14. Jahrhunderts an das Haus Nassau. Andere Teile des Besitzes wurden im 14. Jahrhundert von den Herren von Bruchsal-Bolanden an Kurpfalz verkauft.

## Besitz und Burgen
In einem Lehnbuch aus dem 13. Jahrhundert wurden alle Besitzungen und Lehen von Werner II. von Bolanden (aus dem Ende des 12. Jahrhunderts) verzeichnet. Schwerpunkt des Besitzes liegt im Wormsgau, vor allem um den Donnersberg. Neben Burgen sind Rechte in ca. 150 Orten als Lehen von 44 Herren überliefert.
- Stammburg Altbolanden (im 14. Jahrhundert zerstört oder aufgegeben)
- Burg Neubolanden
- Burg Hohenfels (1351 zerstört) mit der Wasserburg Reipoltskirchen
- Burg Falkenstein (Pfalz) sowie (ab Mitte des 14. Jahrhunderts) Burg Neufalkenstein im Taunus
- Burg Sterrenberg und Burg Liebenstein am Mittelrhein

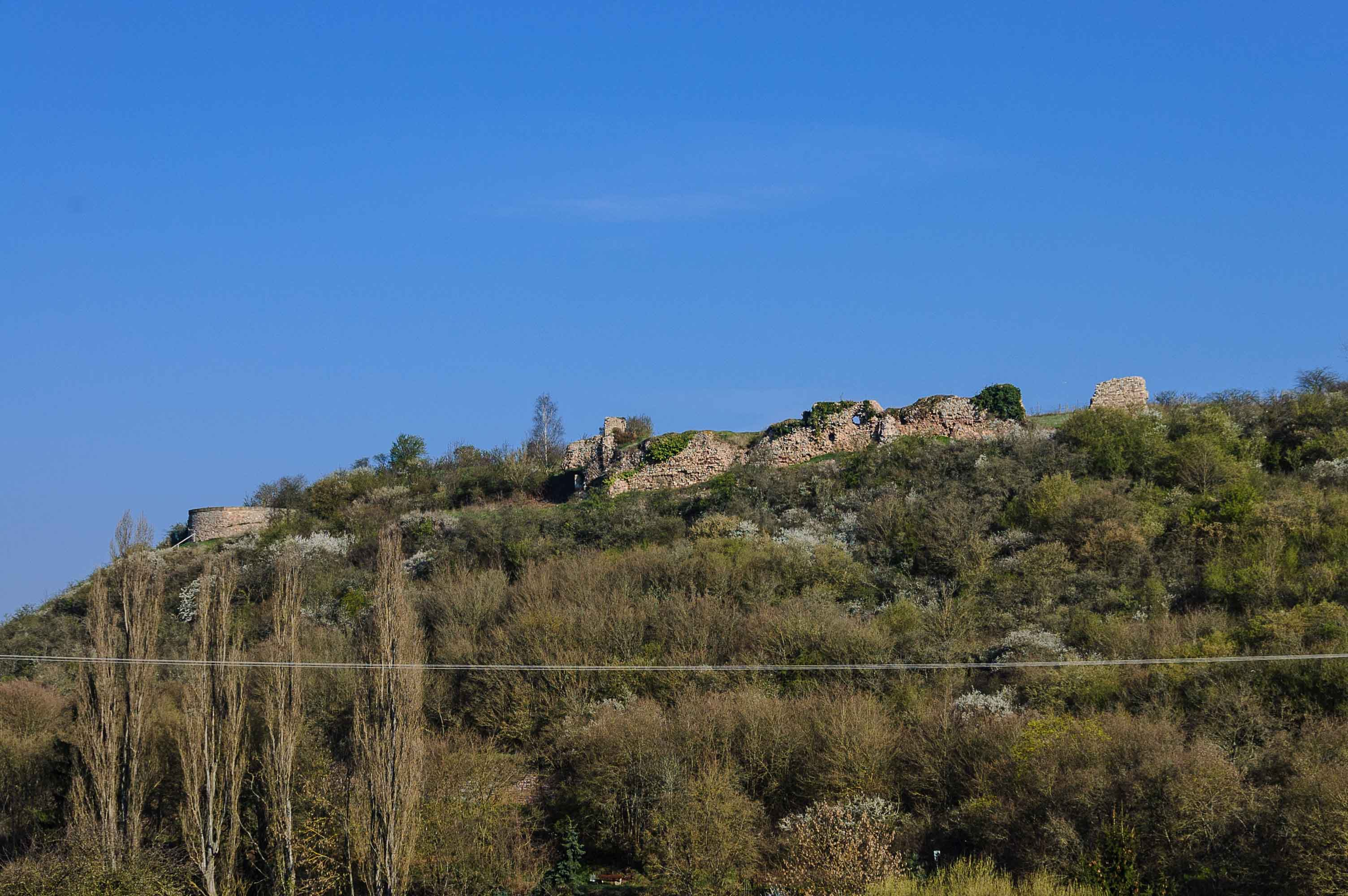
Ruine der Burg Neu-Bolanden
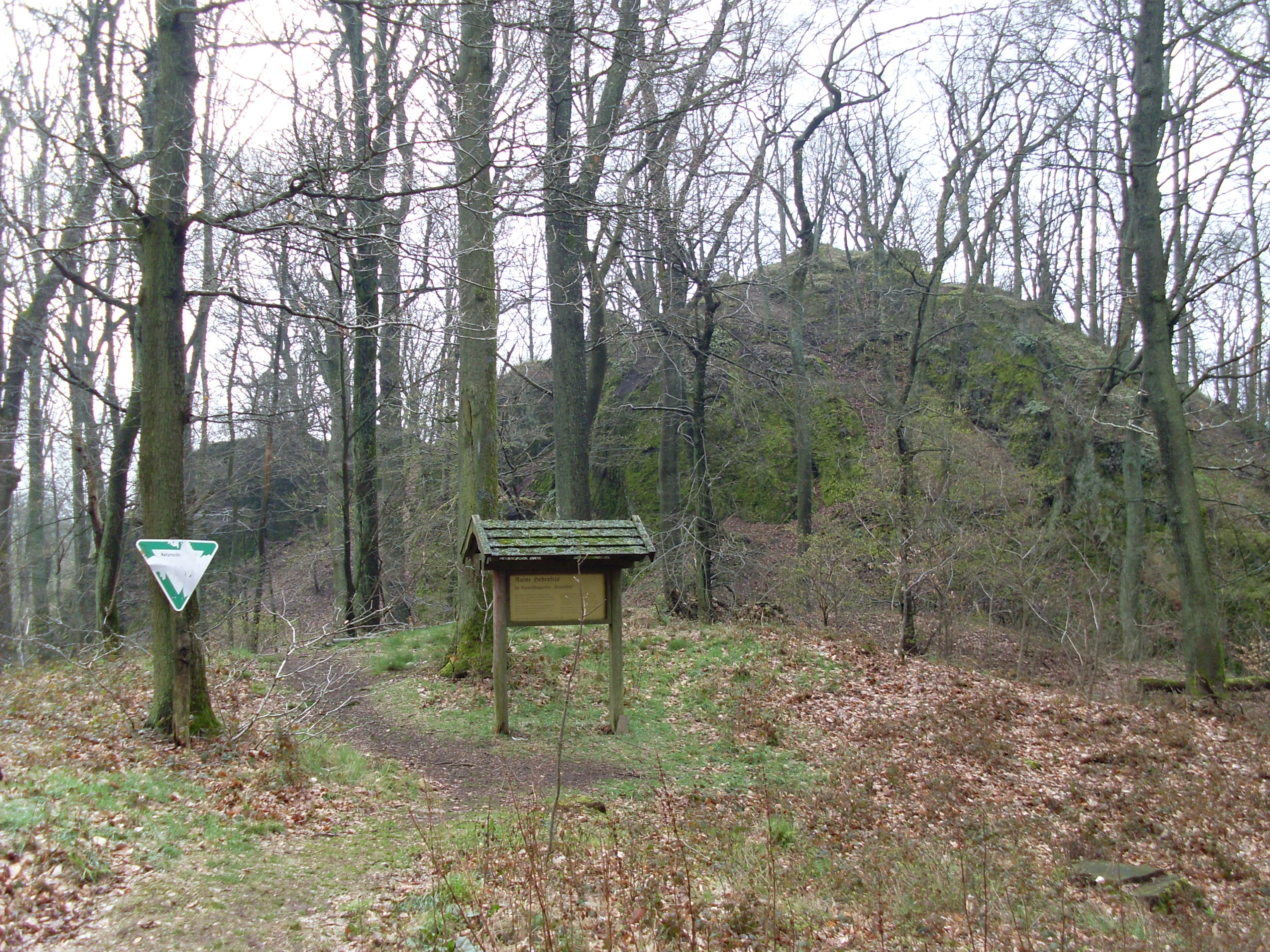
Burgruine Hohenfels
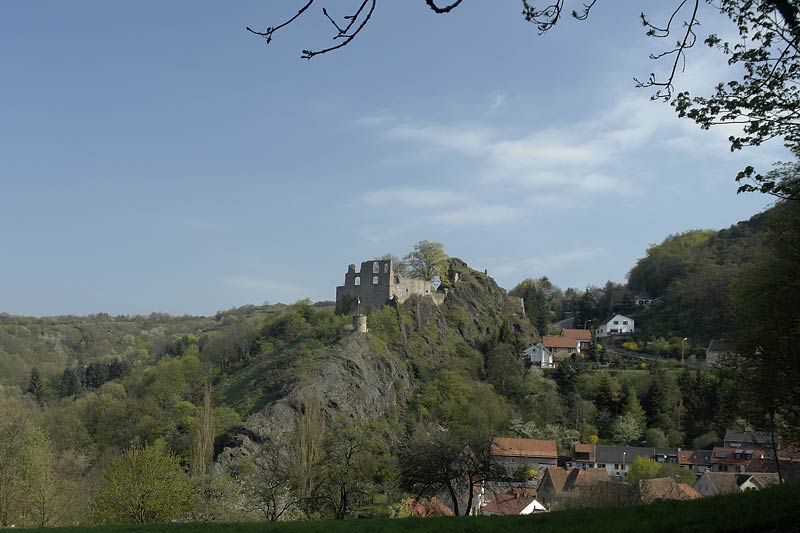
Burg Falkenstein (Pfalz)
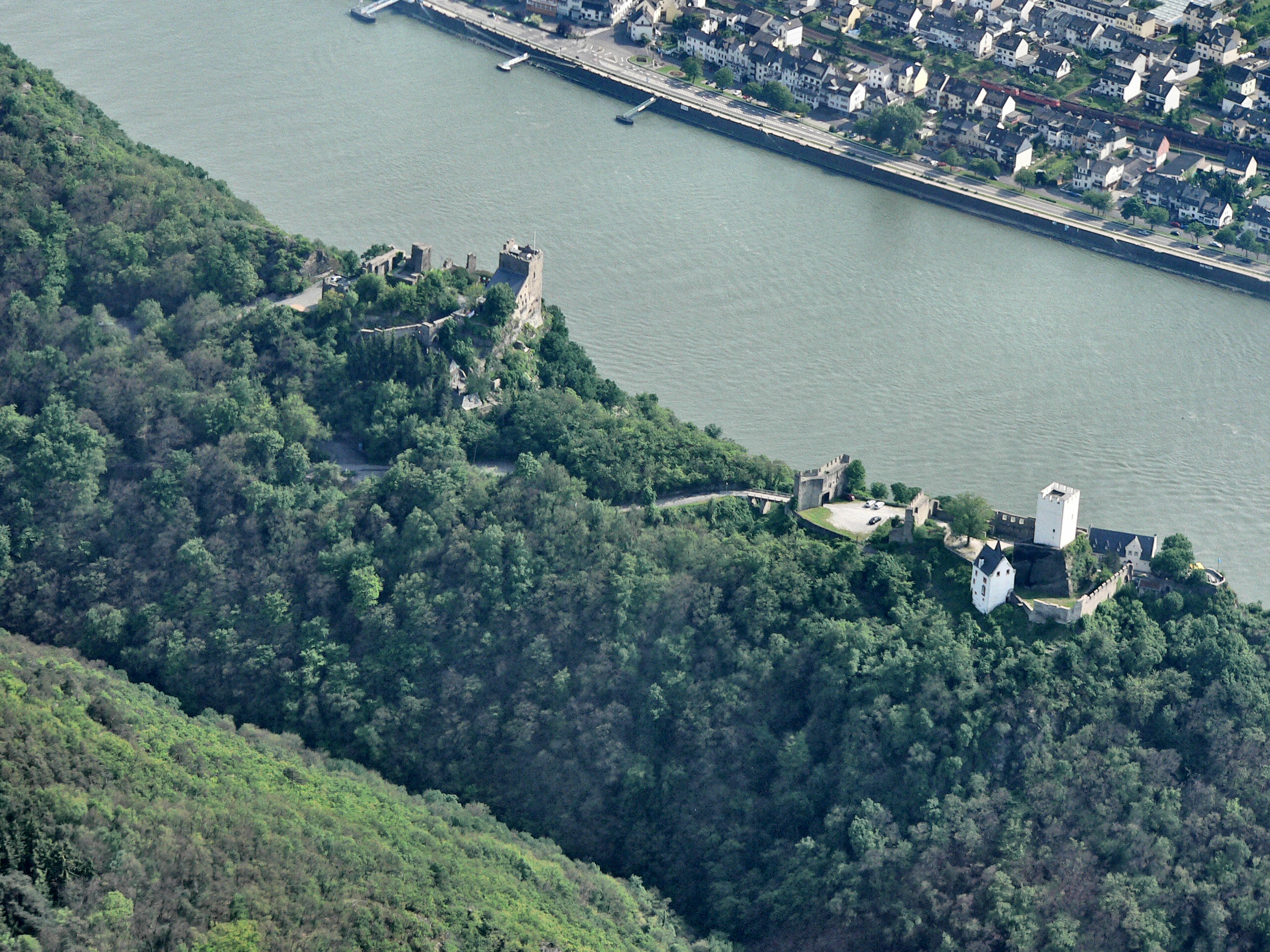
Die „feindlichen Brüder“, Burg Sterrenberg und Burg Liebenstein

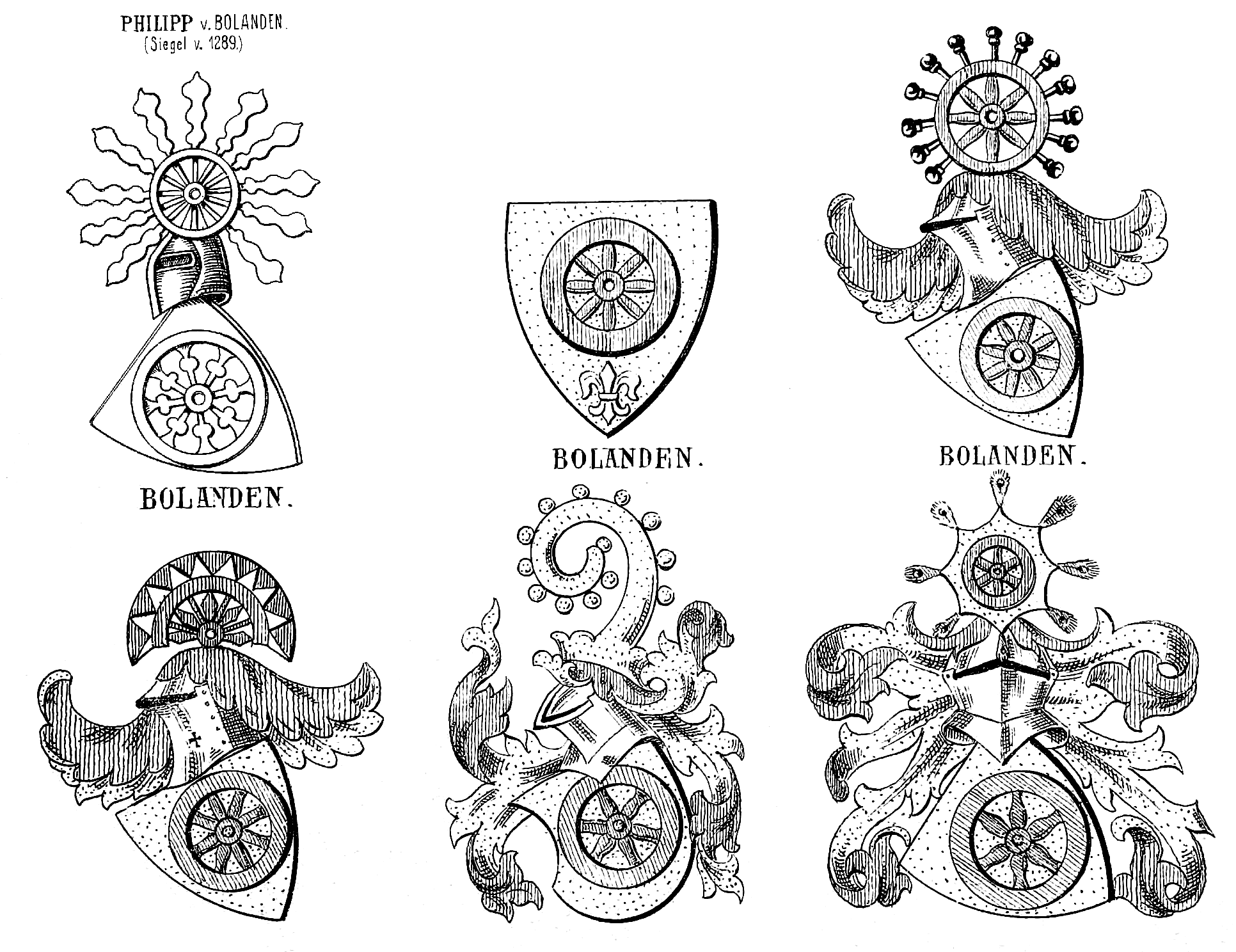
Alte Wappen derer von Bolanden in Siebmachers Wappenbüchern, 1882 und 1916

## Wappen

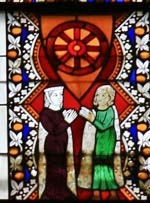
Wappenfenster von Bolanden, in der Katharinenkirche (Oppenheim), um 1450

Die Wappensymbolik der Herren von Bolanden bestand wie die der Erzbischöfe von Mainz aus einem Rad. Sehr wahrscheinlich stehen diese Wappen in irgendeinem gegenseitigen Bezug. Beide Räder unterschieden sich aber später sowohl bei der Farbe als auch hinsichtlich der Speichenzahl: Mainz führte im roten Feld ein silbernes sechsspeichiges Rad, die Dynasten von Bolanden dagegen im goldenen Feld ein rotes Rad mit acht Speichen. Die These etablierte sich, dass das Bolander Rad von dem Mainzer Rad abzuleiten ist. Allerdings ist das achtspeichige Bolander Rad erstmals 1214 nachweisbar, das Mainzer Rad erstmals 1238.

## Persönlichkeiten
- Friedrich von Bolanden, Bischof von Speyer (1272–1302)
- Anna von Bolanden († 1320); Zisterzienserin im Kloster Kirschgarten (Worms), aus deren Besitz sich ein wertvoller Codex erhalten hat.
- Werner von Bolanden († 1324); Stiftspropst, Domherr in Mainz und Speyer